# Le Châtiment (film, 1939)
Pour les articles homonymes, voir Le Châtiment.
Pour plus de détails, voir Fiche technique et Distribution.
Le Châtiment (You Can't Get Away with Murder) est un film américain de Lewis Seiler sorti en 1939.

## Synopsis
Dans Hell's Kitchen à New York, le jeune Johnny Stone va à l'encontre des conseils de sa sœur Madge et se lie avec le gangster Frank Wilson.
D'abord, Johnny et Frank volent une voiture, puis braquent une station-service. Plus tard, Johnny prend une arme appartenant au fiancé de Madge, Fred Burke, et la prête à Frank pour l'utiliser dans un vol de prêteur sur gages. Cette fois, le propriétaire résiste et sonne l'alarme ; Frank le tue et laisse l'arme là-bas, donc Johnny ne peut pas la ramener dans la chambre de Fred comme il l'avait prévu. Après avoir trouvé son arme sur les lieux, les autorités ne croient pas l'alibi de Fred et il est arrêté et reconnu coupable de meurtre. Pendant ce temps, sur la base de preuves d'empreintes digitales, Frank et Johnny sont arrêtés et reconnus coupables du vol de la station-service. Les trois hommes sont envoyés à Sing Sing.
Johnny n'est pas un criminel endurci comme Frank et est torturé par l'idée que Fred risque d'être exécuté pour son crime. Mais Frank rappelle à plusieurs reprises à Johnny qu'il doit continuer à "faire l'idiot", car ils risquent tous les deux d'être exécutés si l'un ou l'autre avoue. Les autorités pénitentiaires se méfient de leur attitude les uns envers les autres et transfèrent Johnny du travail dans l'usine de chaussures de la prison aux côtés de Frank à la bibliothèque de la prison dirigée par un ancien condamné aux manières douces connu sous le nom de Pop.
Johnny s'attend à ce que Fred soit innocenté en appel, ne sachant pas que Frank a également déposé des biens volés comme preuve contre lui. Lorsque l'appel est rejeté, les remords de Johnny augmentent. A présent, Madge est convaincue que Johnny connaît le vrai tueur et le supplie de parler, ne soupçonnant toujours pas la propre implication de Johnny. La pop fait également appel à la conscience de Johnny. L'avocat de Fred, Carey, en déduit finalement que Johnny a pris l'arme de Fred et était responsable de sa présence lors du meurtre, mais sans preuve, le procureur de district ne demandera pas de sursis à l'exécution de Fred. À travers tout cela, Johnny continue de "faire l'idiot".
Le jour fixé pour l'exécution de Fred, Frank et Johnny participent à une évasion. Dans cette situation, Johnny est enfin prêt à dire la vérité. Il produit une confession écrite qu'il a volé l'arme et que Frank a tiré, laissant Pop le trouver après l'évasion. Mais Frank le voit lâcher le papier et le prend à la place. Il décide de tuer Johnny après le jailbreak.
Mais le jailbreak échoue, se terminant avec Frank et Johnny dans un wagon de chemin de fer entouré de gardiens de prison. Frank a une arme à feu et commence à tirer sur les gardes depuis sa dissimulation. Quand ils ripostent, Frank tire sur Johnny et place l'arme à côté de lui, puis se rend, affirmant qu'il n'était pas armé.
Bien que mortellement blessé, Johnny survit assez longtemps pour dire la vérité, impliquant Frank pour les deux meurtres et finalement innocentant Fred.

## Fiche technique
- Titre : Le Châtiment
- Titre original : You Can't Get Away with Murder
- Réalisation : Lewis Seiler
- Scénaristes : Robert Buckner, Don Ryan, Kenneth Gamet
- Musique : H. Roemheld
- Directeur de la photographie : Sol Polito
- Montage : James Gibbon
- Direction artistique : Hugh Reticker
- Costumes : Milo Anderson
- Directeur de production : Louis Baum
- Producteurs : Samuel Bischoff, Hal B. Wallis, Jack L. Warner
- Ingénieur du son : Francis J. Scheid
- Durée : 79 minutes
- Société de production et distributeur : Warner Bros
- Date de sortie: 
  - États-Unis : 20 mai 1939

## Distribution
- Humphrey Bogart : Frank Wilson
- Gale Page : Madge Stone
- Billy Halop (en) : Johnny Stone
- John Litel
- Henry Travers
- Harvey Stephens
- Harold Huber
- Joseph Crehan
- Robert Homans